# Rumänische Fußballnationalmannschaft/Olympische Spiele
Die rumänische Fußballnationalmannschaft nahm erstmals 1924 an den Olympischen Spielen in Paris, schied dort aber nach einem Spiel im Achtelfinale aus. Danach nahm Rumänien noch 1952 und 1964 an der Endrunde teil. 2019 konnte sich die Mannschaft  über die U-21-Europameisterschaft wieder für die Spiele in Tokio qualifizieren. Dort dürfen die Spieler – mit Ausnahme von vier älteren Spielern – bedingt durch die Verschiebung wegen der COVID-19-Pandemie 24 Jahre alt sein.

## Ergebnisse bei Olympischen Spielen

### 1908 bis 1920
Nicht teilgenommen.

### 1924
- Olympische Spiele in Paris:

Rumänien hatte erstmals eine Mannschaft gemeldet und musste erst im  Achtelfinale am 27. Mai 1924 im Achtelfinale gegen die Niederlande antreten. Das Spiel wurde mit 0:6 verloren.

### 1928 bis 1948
Nicht teilgenommen.

### 1952
- Olympische Spiele in Helsinki:

Zu den Spielen in Helsinki hatten die Rumänen dann wieder eine Mannschaft angemeldet, die in der Vorrunde antreten musste und gegen den späteren Olympiasieger Ungarn mit 1:2 verlor. In der ungarischen Mannschaft standen viele Spieler, die zwei Jahre später auch im WM-Finale mitspielten. Erster olympischer Torschütze für die Rumänen war Ioan Suru.

### 1956
- Olympische Spiele in Melbourne:

Zu den Spielen in Australien hatte Rumänien eine Mannschaft gemeldet, die in der Qualifikation gegen Jugoslawien antreten sollte, dann aber zurückzog.

### 1960
Zur Qualifikation für die Spiele in Rom trat Rumänien dann an und traf dabei auf Bulgarien und die Sowjetunion. Die Spiele werden nicht mehr als Spiele der A-Nationalmannschaft gezählt.
- 19. Juli 1959 in Moskau: Sowjetunion – Rumänien 2:0
- 02. August 1959 in Bukarest: Rumänien – Sowjetunion  0:0
- 08. November 1959 in Bukarest: Rumänien – Bulgarien 1:0
- 01. Mai 1960 in  Sofia: Bulgarien – Rumänien 2:1

Die Rumänen verpassen als Gruppenletzte die Olympischen Spiele.

### 1964
In der Qualifikation trafen die Rumänen zunächst in der ersten Runde auf Dänemark und in der zweiten Runde wie vier Jahre zuvor auf die Nachbarn aus Bulgarien, das die erste Runde kampflos gewonnen hatte, da der Gegner Luxemburg zurückzog.
- 23. Juni 1963 in Kopenhagen:	Dänemark  – Rumänien 2:3
- 03. November 1963 in Bukarest: Rumänien  – Dänemark 2:3
- 28. November 1963 in Turin: Rumänien  – Dänemark 2:1 n. V.
- Bulgarien – Rumänien 1:2
- Rumänien  – Bulgarien 1:0

- Olympische Spiele in Tokio:
  - Gruppenspiele:
    - 11. Oktober 1964 in Ōmiya: Mexiko –	Rumänien 1:3
    - 13. Oktober 1964 in Tokio: Deutschland – Rumänien 1:1
    - 15. Oktober 1964 in Tokio: Iran – Rumänien 0:1, Rumänien qualifiziert sich als Gruppensieger für das Viertelfinale.

  - K.o.-Runde:
    - 18. Oktober 1964 in Yokohama, Viertelfinale: Ungarn	– Rumänien	2:0

  - Platzierungsspiele (Plätze 5 bis 8):
    - 20. Oktober 1964 in Kyōto: Rumänien	– Ghana	4:2
    - 22. Oktober 1964 in Osaka, Spiel um Platz 5: Jugoslawien – Rumänien	0:3

### 1968
In der Qualifikation trafen die Rumänen in der zweiten Runde in zwei Spielen auf die Mannschaft der DDR, die erstmals für sich antrat, und in der ersten Runde zweimal mit 5:0 gegen Griechenland gewonnen hatte. Zuvor spielte die DDR-Mannschaft für die gesamtdeutsche Mannschaft.
- DDR –	Rumänien 1:0
- Rumänien – DDR 0:1

### 1972
In der Qualifikation war in der ersten Runde die albanische Mannschaft, die erstmals zu Qualifikationsspielen antrat, kein Stolperstein. In der zweiten Runde erwies sich dann die dänische Mannschaft diesmal als stärker.
- 18. April 1971 in Bukarest: Rumänien – Albanien 2:1
- 26. Mai 1971	in Tirana: Albanien –	Rumänien 1:2
- 10. Oktober 1971 in Kopenhagen: Dänemark – Rumänien 2:1
- 21. Mai 1972 in Bukarest: Rumänien – Dänemark	2:3

### 1976
In der Qualifikation konnten die Rumänen sich diesmal in der ersten Runde gegen Dänemark durchsetzen, scheiterten dann aber in der zweiten Runde aufgrund von zwei weniger erzielten Toren an Frankreich.
- 04. Juni 1975 in Bukarest: Rumänien  – Dänemark 4:0
- 18. Juni 1975 in Kopenhagen: Dänemark – Rumänien 1:2
- Frankreich – Rumänien 4:0
- Rumänien – Frankreich	1:0
- Rumänien – Niederlande 5:1
- Niederlande – Rumänien 0:3

### 1980
In der Qualifikation scheiterten die Rumänen in der ersten Runde an Ungarn:
- 18. April 1979 in Pitești: Rumänien – Ungarn 2:0
- 30. Mai 1979 in Miskolc: Ungarn – Rumänien 3:0

### 1984
- Qualifikation:[4]
  - 30. März 1983 in Belgrad: Jugoslawien – Rumänien 4:1
  - 26. April 1983 in Râmnicu Vâlcea:  Rumänien – Niederlande 3:0
  - 05. Oktober 1983 in Utrecht: Niederlande  – Rumänien 0:0
  - 26. Oktober 1983 in Brașov: Rumänien – Italien 0:0
  - 28. März 1984 in Bologna: Italien  – Rumänien 1:2
  - 18. April 1984 in Brăila: Rumänien – Jugoslawien 1:0

Rumänien als Gruppenzweiter ausgeschieden.

### 1988
- Qualifikation:[5]
  - 18. April 1987 in Cluj-Napoca: Rumänien – Deutschland 1:0
  - 20. Mai 1987 in Cluj-Napoca: Rumänien – Polen 0:0
  - 10. Juni 1987 in Aalborg: Dänemark – Rumänien 8:0
  - 03. September 1987 in Bacău: Rumänien – Dänemark 1:2
  - 30. März 1988 in Piotrków Trybunalski: Polen – Rumänien 1:0
  - 13. April 1988 in Bukarest: Rumänien – Griechenland 0:1
  - 18. Mai 1988 in Athen: Griechenland – Rumänien 2:3
  - 31. Mai 1988 in Dortmund: Deutschland – Rumänien 3:0

Rumänien als Gruppenvierter ausgeschieden.

### 1992
- Die Qualifikation erfolgte über die Qualifikation zur U-21-Fußball-Europameisterschaft 1992:
  - Gruppenphase:
    - 11. September 1990 in Edinburgh: Schottland – Rumänien 2:0
    - 16. Oktober 1990 in Ploiești: Rumänien – Bulgarien 0:1
    - 2. April 1991 in Freiburg im Üechtland: Schweiz – Rumänien 0:2
    - 15. Oktober 1991 in Pitești: Rumänien – Schottland 1:3
    - 12. November 1991 in Cîmpina: Rumänien – Schweiz 1:3
    - 19. November 1991 in Sofia: Bulgarien – Rumänien 0:1

Rumänien als Gruppendritter ausgeschieden.

### 1996
- Die Qualifikation erfolgte über die Qualifikation zur U-21-Fußball-Europameisterschaft 1996:
  - Gruppenphase:
    - 06. September 1994 in Bukarest: Rumänien – Aserbaidschan  5:2
    - 07. Oktober 1994 in Le Puy: Frankreich – Rumänien 0:0
    - 11. November 1994 in Bukarest: Rumänien – Slowakei 0:0
    - 13. Dezember 1994 in Jaffa: Israel – Rumänien 0:1
    - 28. März 1995 in Bukarest: Rumänien – Polen 1:2
    - 25. April 1995 in Trabzon (Türkei): Aserbaidschan – Rumänien 0:5
    - 06. Juni 1995 in Bukarest: Rumänien – Israel 1:0
    - 05. September 1995 in Rydułtowy: Polen – Rumänien 3:3
    - 10. Oktober 1995 in Bukarest: Rumänien – Frankreich 0:0
    - 14. November 1995 in Prešov: Slowakei – Rumänien 3:1

Rumänien  nicht für die EM-Endrunde qualifiziert und damit nicht für die Olympischen Spiele.

### 2000
- Die Qualifikation erfolgte über die Qualifikation zur U-21-Fußball-Europameisterschaft 2000:
  - Gruppenphase:
    - 9. Oktober 1998 in Braga: Portugal – Rumänien  1:1
    - 13. Oktober 1998 in Budapest: Ungarn – Rumänien  1:2
    - 26. März 1999 in Bukarest: Rumänien  – Slowakei 0:1
    - 30. März 1999 in Sumgayit: Aserbaidschan – Rumänien 0:2
    - 4. Juni 1999 in Bukarest: Rumänien – Ungarn 2:1
    - 8. Juni 1999 in Bukarest: Rumänien  – Aserbaidschan 1:1
    - 3. September 1999 in Bratislava: Slowakei – Rumänien 0:0
    - 7. September 1999 in Bukarest: Rumänien – Portugal 2:3

Rumänien als Gruppendritter nicht für die Endrunde qualifiziert, bei der sich die vier besten Mannschaften für die Olympischen Spiele qualifizierten.

### 2004
- Die Qualifikation erfolgte über die Qualifikation zur U-21-Fußball-Europameisterschaft 2004:
  - Gruppenphase:
    - 6. September 2002 in Zenica: Bosnien-Herzegowina – Rumänien 2:1
    - 11. Oktober 2002 in Bukarest: Rumänien – Norwegen 0:1
    - 15. Oktober 2002 in Monnerich: Luxemburg – Rumänien 0:2
    - 28. März 2003 in Bukarest: Rumänien – Dänemark 0:1
    - 6. Juni 2003 in Craiova: Rumänien –  Bosnien-Herzegowina 0:1
    - 10. Juni 2003 in Drammen: Norwegen – Rumänien 2:1
    - 5. September 2003 in Mogoșoaia: Rumänien – Luxemburg 2:0
    - 9. September 2003 in Farum: Dänemark – Rumänien 0:0

Rumänien als Gruppenvierter nicht für die Endrunde der U-21-EM in Deutschland qualifiziert, bei der sich die drei besten Mannschaften für die Olympischen Spiele qualifizierten.

### 2008
- Die Qualifikation erfolgte über die Qualifikation zur U-21-Fußball-Europameisterschaft 2007:
  - Erste Runde: Gespielt wurde in einer Dreiergruppe bei der jede Mannschaft ein Heimspiel hatte.
    - 16. August 2006	in Urziceni: Rumänien –	Nordirland 3:0
    - 5. September 2006 in Wilhelmshaven:	Deutschland – Rumänien 5:1

Rumänien nicht für die EM-Endrunde qualifiziert, bei der sich die drei besten Mannschaften für die Olympischen Spiele qualifizierten.

### 2012
- Die Qualifikation erfolgte über die Qualifikation zur U-21-Fußball-Europameisterschaft 2011:
  - Gruppenphase:
    - 28. März 2009 in Arad: Rumänien – Andorra 2:0
    - 6. Juni 2009 in Tórshavn: Färöer – Rumänien 0:4
    - 12. August 2009 in Andorra la Vella: Andorra – Rumänien 0:2
    - 8. September 2009 in Craiova: Rumänien – Moldau 3:0
    - 10. Oktober 2009 in Riga: Lettland – Rumänien 5:1
    - 13. Oktober 2009 in Botoșani Rumänien – Färöer 3:0
    - 14. November 2009 in  Buzău: Rumänien – Lettland 4:1
    - 11. August 2010 in Tiraspol: Moldau – Rumänien 0:1
    - 3. September 2010 in Botoșani:  Rumänien – Russland 3:0
    - 7. September 2010 in Sankt Petersburg:  Russland  – Rumänien 0:0

  - Rumänien als Gruppensieger für die Playoffs qualifiziert.
    - 08. Oktober 2010 in Norwich: England  – Rumänien 2:1
    - 12. Oktober 2010 in Botoșani: Rumänien – England  0:0

Rumänien nicht für die EM-Endrunde qualifiziert, bei der sich die drei besten Mannschaften für die Olympischen Spiele qualifizierten.

### 2016
- Die Qualifikation erfolgte über die Qualifikation zur U-21-Fußball-Europameisterschaft 2015:
  - Gruppenphase:
    - 07. Juni 2013 in Toftir: Färöer – Rumänien 2:2
    - 10. September 2013 in Podgorica:  Montenegro – Rumänien 3:2
    - 11. Oktober 2013 in Piatra Neamț: Rumänien – Irland 0:0
    - 15. Oktober 2013 in Sligo: Irland – Rumänien 0:1
    - 19. November 2013 in Giurgiu Rumänien – Deutschland 2:2
    - 05. März 2014 in Mogoșoaia: Rumänien – Färöer 3:1
    - 04. September 2014 in Bukarest:  Rumänien – Montenegro 4:3
    - 09. September 2014 in Magdeburg:  Deutschland – Rumänien 8:0

Rumänien war damit als Gruppenzweiter nicht für die Endrunde der U-21-EM qualifiziert, bei der sich die vier besten Mannschaften für die Olympischen Spiele qualifizierten.

### 2021
- Die Qualifikation erfolgte über die Qualifikation zur U-21-Fußball-Europameisterschaft 2019:
  - Gruppenphase:
    - 13. Juni 2017 in Eschen:  Liechtenstein – Rumänien  0:2
    - 01. September 2017 in Zenica: Bosnien-Herzegowina – Rumänien 1:3
    - 05. September 2017 in Ovidiu: Rumänien  – Schweiz 1:1
    - 06. Oktober 2017 in Lugano: Schweiz – Rumänien  0:2
    - 10. November 2017 in Ovidiu: Rumänien – Portugal 1:1
    - 14. November 2017 in Bangor: Wales – Rumänien  0:0
    - 7. September 2018 in Paços de Ferreira: Portugal –Rumänien 1:2
    - 11. September 2018  in Ovidiu: Rumänien  – Bosnien-Herzegowina 2:0
    - 12. Oktober 2018 in Cluj-Napoca: Rumänien – Wales – Rumänien  2:0
    - 16. Oktober 2018 in Ploiești: Rumänien  – Liechtenstein 4:0

  - Rumänien  als Gruppenzweiter für die Endrunde qualifiziert.
    - Gruppenspiele:
      - 18. Juni 2019 in Serravalle: Rumänien	– Kroatien	4:1
      - 21. Juni 2019 in Cesena: England	–	Rumänien	2:4
      - 24. Juni 2019 in Cesena: Frankreich –	Rumänien 0:0

    - Rumänien als Gruppensieger für die K.-o.-Runde und die Olympischen Spiele in Tokio qualifiziert
      - 27. Juni 2019 in Bologna: Deutschland – Rumänien	4:2

- Olympische Spiele in Tokio:
  - Gruppenspiele:
    - 22. Juli 2021 in Kashima: Honduras – Rumänien -:-
    - 25. Juli 2021 in Kashima: Rumänien – Südkorea -:-
    - 28. Juli 2021 in Sapporo: Rumänien – Neuseeland -:-

## Trainer
- Adrian Suciu 1924
- Gheorghe Popescu 1952
- Silviu Ploeșteanu 1964

## Beste Torschützen
01. Cornel Pavlovici 6 Tore (1964)
02. Carol Creiniceanu, Ion Pârcălab je 2 Tore (1964)
04. Gheorghe Constantin, Ion Ionescu, Ion Suru je 1 Tor (1964, bzw. 1952)

## Bekannte Spieler, die an der Qualifikation oder den Olympischen Spielen teilnahmen
- László Bölöni – Qualifikation 1976 (104 A-Länderspiele, EM-Teilnehmer 1984, Nationaltrainer 2000–2001)
- Dan Coe – Endrunde 1964 (41 A-Länderspiele, WM-Teilnehmer 1970 ohne Einsatz)
- Gheorghe Constantin – Endrunde 1964 (39 A-Länderspiele, Nationaltrainer 1990)
- Emerich Jenei – Endrunde 1964 (Nationaltrainer 1986–1990, 2000)
- Ion Nunweiller – Endrunde 1964 (40 A-Länderspiele)
- Rudolf Wetzer – Endrunde 1924 (einziger WM-Teilnehmer des Jahres)